# 小基爾巴赫河

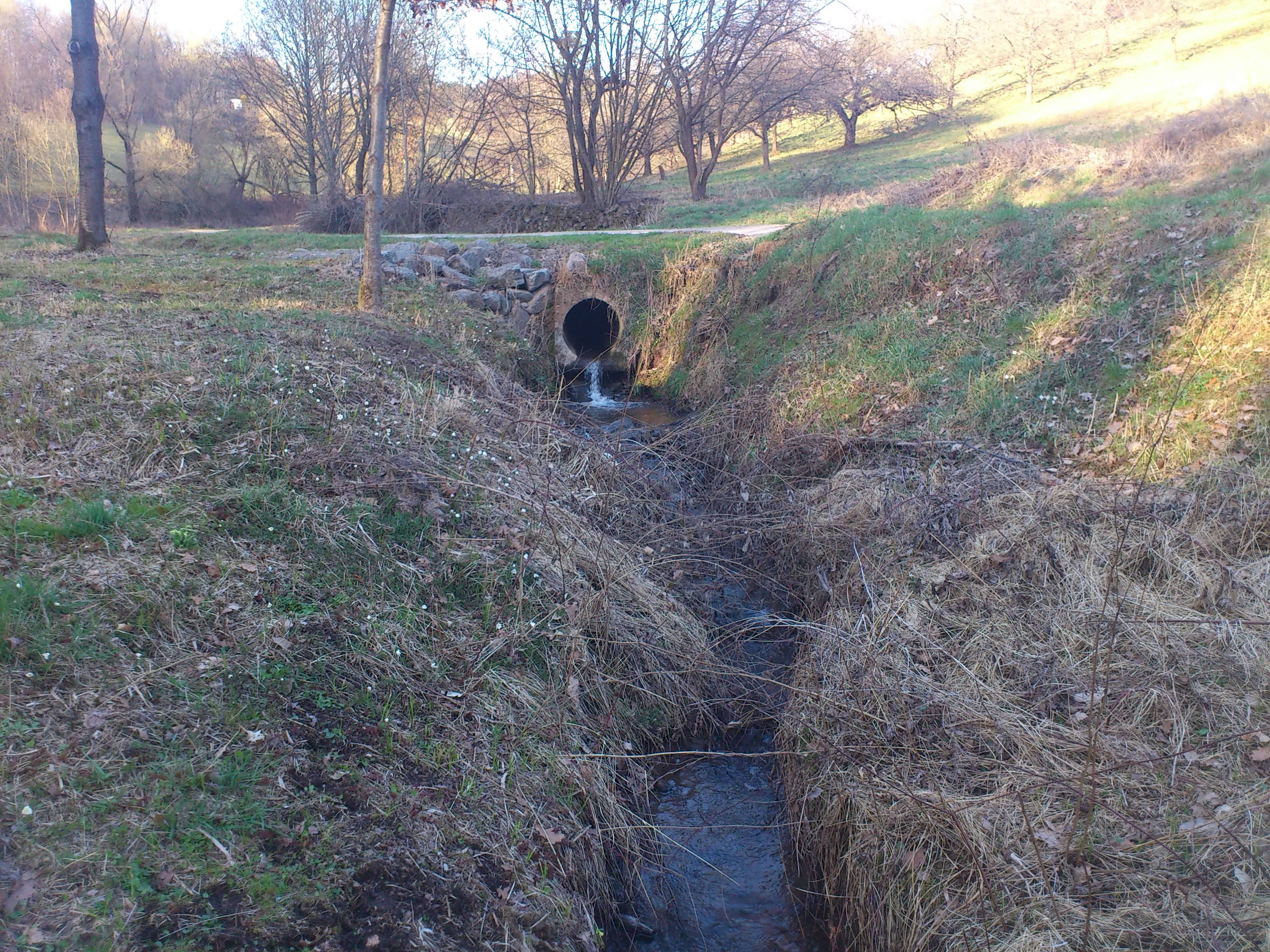

50°0′55.61″N 9°17′58.35″E / 50.0154472°N 9.2995417°E
小基爾巴赫河（德語：Kleiner Kirrbach），是德國的河流，位於該國東南部，由巴伐利亞負責管轄，屬於拜布施巴赫河的左支流，河道全長1.8公里，流域面積1.2平方公里。